# 田阪茂樹
田阪 茂樹（たさか しげき、1949年 - ）は、日本の物理学者。岐阜大学名誉教授で、東京大学宇宙線研究所シニアフェロー。専門は電子物理工学。

## 来歴・人物
兵庫県淡路市生まれ。1968年兵庫県立津名高等学校卒業。名古屋大学大学院理学研究博士後期課程を修了した。
1986年岐阜大学教育学部助教授、1998年同大学教授、2003年同大学総合情報メディアセンター教授、2016年東京大学宇宙線研究所特任研究員。
2019年第二回宇宙線物理学功労賞受賞。
受賞理由:「世界最高感度の静電捕集型高感度ラドン検出器の開発により，Super-Kamiokandeをはじめとする，超低バックグラウンド環境下での宇宙線地下実験の成功と発展に，長年にわたって重要な寄与をされた功績に対して」

## 研究
- 神岡鉱山におけるラドン観測
- 東北地方太平洋沖地震に伴う温泉の湯量とラドン観測　等